# Кейп-Анн

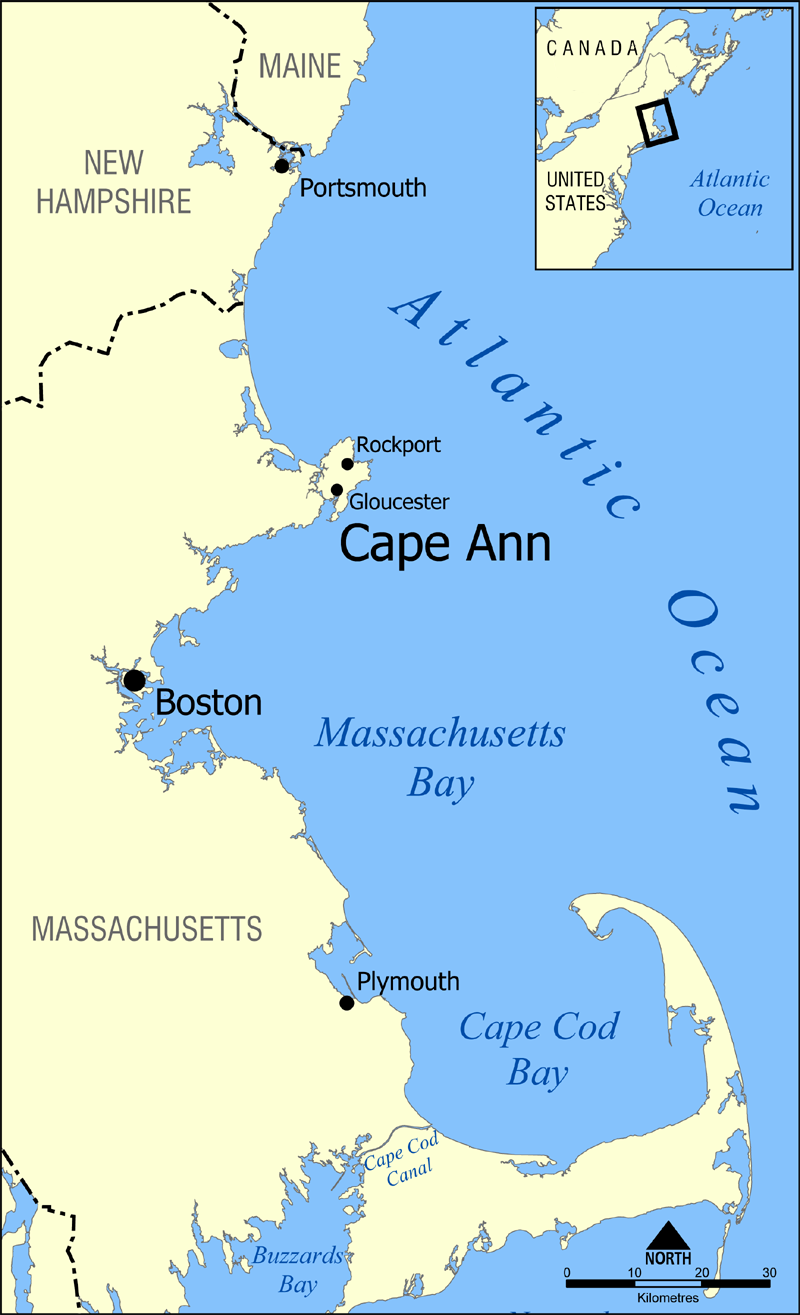

Кейп-Анн (англ. Cape Ann) — скалистый полуостров, ограничивающий с севера Массачусетский залив. Полуостров находится в округе Эссекс штата Массачусетс примерно в 50 км к северо-востоку от Бостона. На полуострове расположены территории муниципалитетов городов Глостер, Манчестер, Эссекс и Рокпорт.

## Происхождение названия
Первым мыс на карты нанёс английский мореплаватель Джон Смит Джеймстаунский, который назвал мыс Трагабигзанда (англ. Tragabigzanda, вероятно, по индейскому имени своей возлюбленной). Однако позже Карл I переименовал его в мыс Анны, в честь своей матери Анны Датской.

## История
Первые поселения англичан на полуострове возникли в 1624 году.